# آلتایر
آلتایر (پرتغالی: Altair; ۲۲ ژانویهٔ ۱۹۳۸ – ۹ اوت ۲۰۱۹) بازیکن فوتبال اهل برزیل بود.
از باشگاه‌هایی که در آن بازی کرده‌است می‌توان به باشگاه فوتبال فلومیننزه اشاره کرد.
وی همچنین در تیم ملی فوتبال برزیل بازی کرده‌است.